# 烯醇化酶
烯醇化酶（英語：Enolase，又被称为磷酸烯醇式丙酮酸水合酶）是负责催化糖酵解的第九步反应，2-磷酸甘油酸（2-PG）转化为磷酸烯醇式丙酮酸（PEP）的金属酶。其催化的化学反应式为：
2-磷酸-D-甘油酸 {\displaystyle \rightleftharpoons } 磷酸烯醇式丙酮酸 + H2O
烯醇化酶裂合酶家族中的水裂解酶类，用于裂解碳氧键。